# Westport House

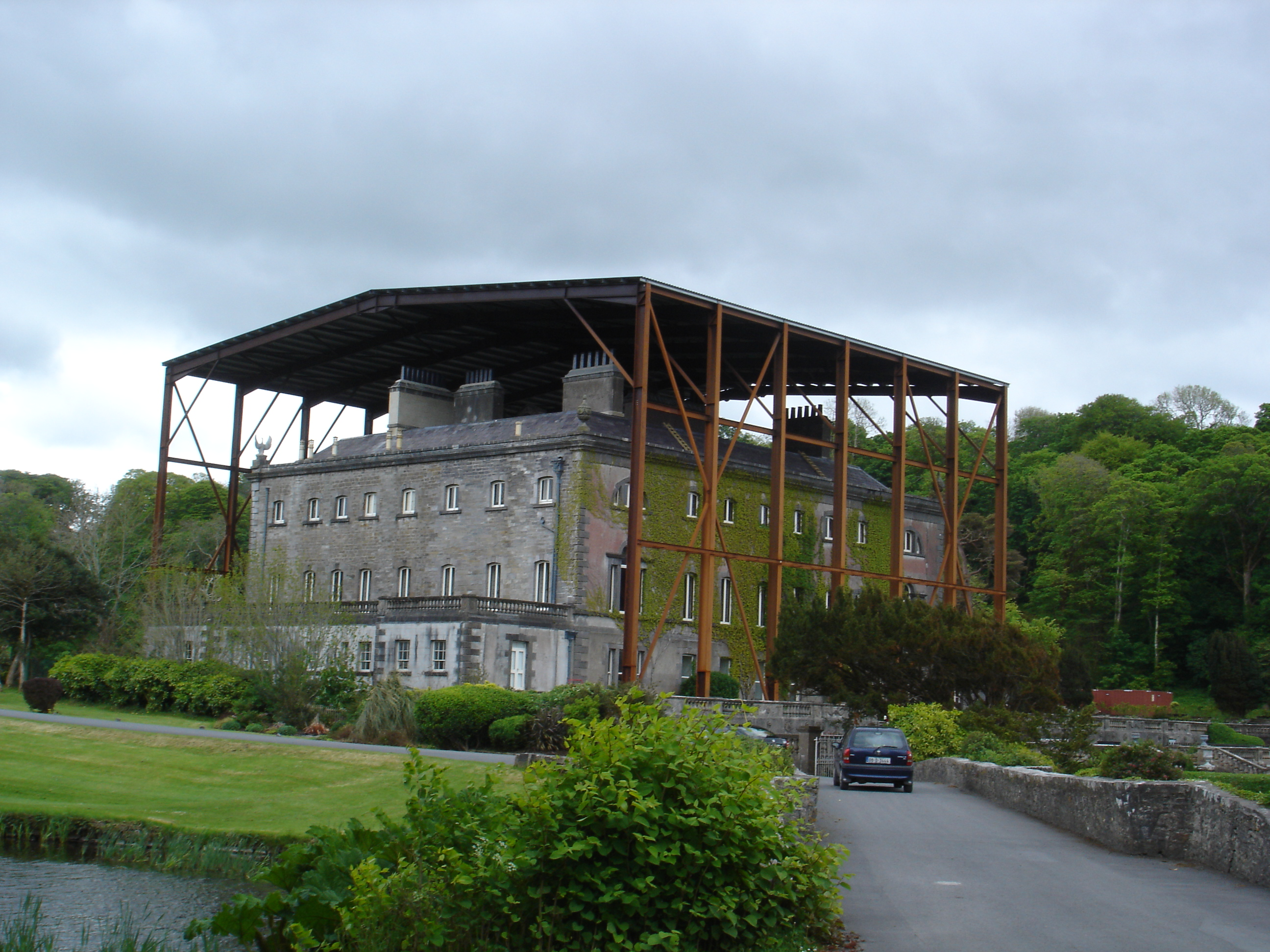
Westport House em 2007, durante as obras de reparação.

Westport House é um palácio rural da Irlanda, sendo a sede de Lord Altamont, o Marquês de Sligo. Situa-se em Westport, no Condado de Mayo. 

## História
Westport House foi construída pela família Browne no século XVIII, no local onde se encontrava um castelo do clã O'Malley, cujos calabouços ainda estão presentes na actualidade. Os arquitectos foram Richard Cassels (também conhecido como Richard Castle), que construíu, em 1730, a secção este do palácio frente à torre, e mais tarde James Wyatt, o qual construíu as outras três fachadas para formar um quadrado. Mais tarde, o quadrado foi preenchido por uma grande escadaria. As alas norte e sul foram acrescentadas segundo desenhos de Benjamin Wyatt. A ala sul, que continha uma biblioteca, ardeu pouco depois de ficar concluída devido a um defeito do sistema de aquecimento, sendo reconstruída posteriormente.
Na primeira metade do século XIX foi construída uma quinta modelo na propriedade, com acomodações para animais e para a comida destes.
Os restos duma velha casa de banhos abrem-se para o mar. 
O Coronel John Browne (1638-1711), construtor original de Westport House, casou com  Maude Burke, a trineta de Grace O'Malley. Ele era um Católico Romano que lutou no lado jacobita durante a Guerra dos Dois Reis. Os seus descendentes, no entanto, converteram-se à estabelecida Igreja da Irlanda e prosperaram.

## O parque actual
O actual Marquês de Sligo é Jeremy Browne. Tanto ele como a sua família ainda mantêm a posse e vivem no parque rural, vindo a ser responsáveis pelo seu sucesso enquanto empreendimento comercial.
Desde 2006, a GaelForce West outdoor event tem-se mantido na Westport House. É um evento que acolhe desportos de aventura como pára-quedismo, kayaking e mergulho. No ano de 2007 realizou-se entre 31 de Agosto e 2 de Setembro, estando previsto regressar a Westport House em 2008.
Entre as características da bela propriedade existe um local para caravanas, um caminho de ferro em miniatura, cisnes a pedal, trilhos abruptos marcados e a descida escorregadia.